# Santi Gioacchino ed Anna al Tuscolano
Santi Gioacchino ed Anna al Tuscolano (lateinisch Sanctorum Ioachimi et Annae in regione Tusculana) ist eine römische Titelkirche.

## Überblick
Die Pfarrgemeinde wurde am 1. März 1982 durch Kardinalvikar Ugo Poletti gegründet. Die Kirche wurde 1982 bis 1984 nach einem Entwurf der Architekten Sandro Benedetti gebaut und am 12. April 1984 geweiht. Am 28. Juni 1988 folgte die Erhebung zur Titelkirche der römisch-katholischen Kirche durch Papst Johannes Paul II. Die Kirche ist den Heiligen Joachim und Anna, den Eltern von Maria (Mutter Jesu), gewidmet.
Der moderne Kirchenbau ist als unregelmäßige Gruppierung von quadratischen und prismatischen Formen in weißem Beton gestaltet und steht damit im Kontrast zur umgebenden Bebauung.
Die Kirche befindet sich an der Viale Bruno Rizzieri 120 in der römischen Stadtzone Torre Maura.

## Kardinalpriester
- Hans Hermann Groër OSB (1988–2003)
- Keith Michael Patrick O’Brien (2003–2018)
- Toribio Ticona Porco (seit 2018)